# Peter Stephan (Politiker, 1951)

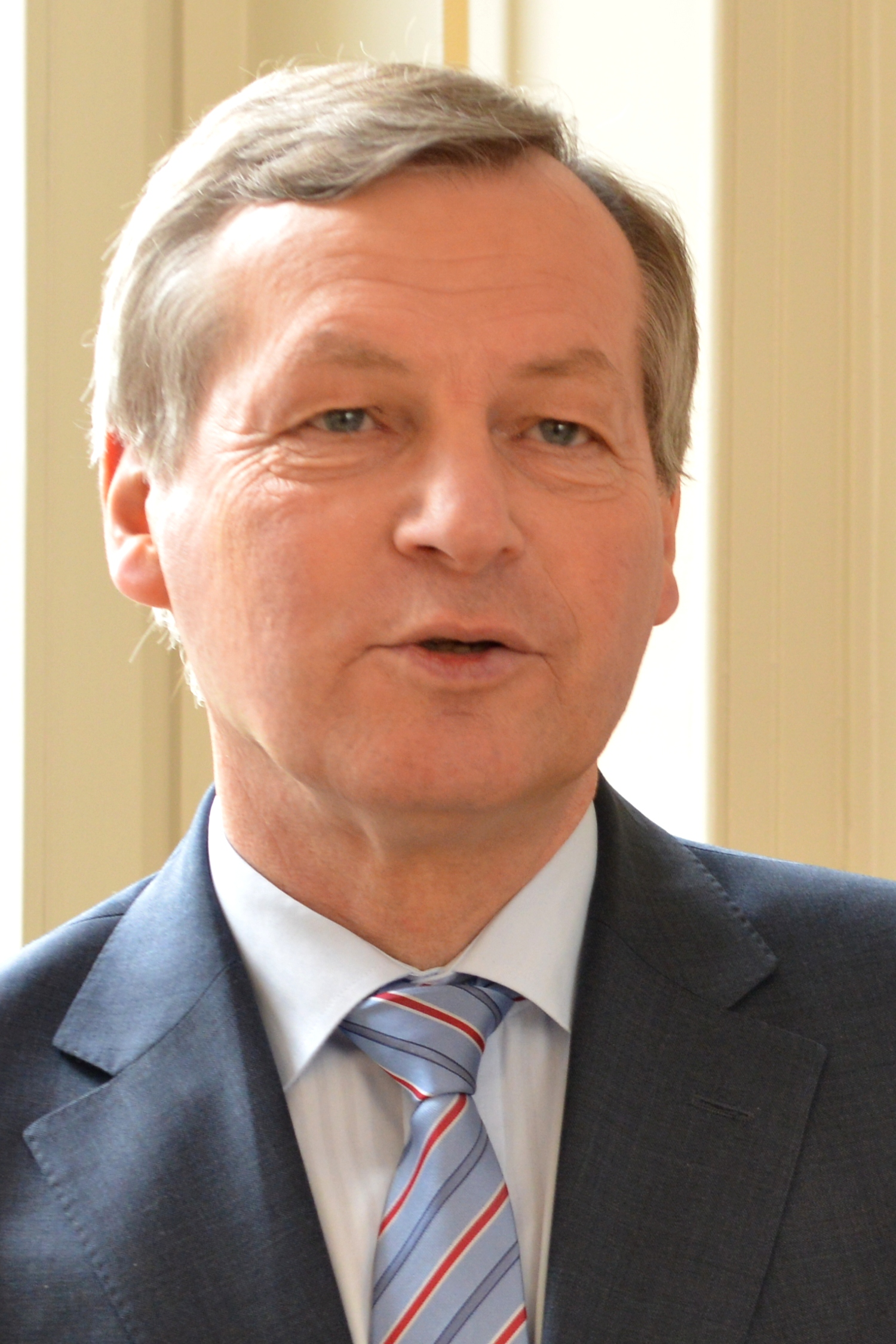
Peter Stephan, MdL (2013)

Peter Stephan (* 23. März 1951 in Mörlenbach) ist ein hessischer Politiker (CDU). Vom 27. Januar 2008 bis zum 18. Mai 2017 gehörte er als Direktkandidat des Wahlkreises 55 (Bergstraße-Ost) dem Hessischen Landtag an.

## Leben und Beruf
Nach dem Abitur 1970 an der Albertus-Magnus-Schule in Viernheim diente Stephan bis 1972 in der Luftwaffe. Nach zwei Jahren aktivem Dienst verließ er die Bundeswehr im Dienstgrad eines Leutnants. Danach studierte er  von 1972 bis 1977 Betriebswirtschaftslehre an der Universität Mannheim. Von 1977 bis 2008 arbeitete Stephan bei der Roche Diagnostics GmbH in Mannheim. In dieser Zeit bekleidete er verschiedene Führungsfunktionen im operativen und strategischen Bereich mit dem Schwerpunkt Logistik. Zuletzt war Peter Stephan verantwortlich für das weltweite Export-Kontroll-Management. 

Seit 1991 engagiert sich Peter Stephan ehrenamtlich in der Bundesvereinigung Logistik e.V. Bis 2006 war er Sprecher der Regionalgruppe Rhein-Neckar. Außerdem war er Mitglied im Kuratorium der Deutschen Logistik Akademie und Referent zum Thema Logistik. 
Peter Stephan ist verheiratet und hat drei erwachsene Kinder. Er wohnt seit seiner Geburt in Mörlenbach.

## Partei
Sein politisches Engagement begann Stephan 1967 mit dem Eintritt in die Junge Union. 1973 wurde er Mitglied der CDU. Seit 1985 ist er Mitglied der Mittelstandsvereinigung der CDU; seit 2010 Mitglied des Wirtschaftsbeirates. 
In seinem Heimatort Mörlenbach nahm Peter Stephan seit seinem Eintritt in die CDU verschiedene politische Ämter in der Partei und in kommunalpolitischen Gremien wahr. Seit 1985 ist er Mitglied der Gemeindevertretung von Mörlenbach. In dieser Zeit war er von 1987 bis 1997 Vorsitzender des Sport-, Kultur- und Sozialausschusses und von 1996 bis 1997 Vorsitzender des Haupt- und Finanzausschusses. Von 1997 bis 1998 und von 1999 bis 2001 war er Fraktionsvorsitzender der CDU-Fraktion in der Mörlenbacher Gemeindevertretung, von 2001 bis 2011 war er Vorsitzender der Gemeindevertretung. Seit März 2008 ist er stellvertretender Kreisvorsitzender der CDU Bergstraße und gehört seit 2012 dem Landesvorstand der CDU Hessen an. 
Auf der Kreisebene gehört Peter Stephan seit 2004 dem Kreistag des Landkreises Bergstraße an. Von 2009 bis 2015 war er stellvertretender Vorsitzender der CDU-Kreistagsfraktion. Auf Landesebene war er in den Landtagswahlen 1999 und 2003 Ersatzbewerber der CDU im Wahlkreis Bergstraße-Ost. Bei beiden Wahlen war die Landtagsabgeordnete Ilona Dörr Kandidatin der CDU.
Am 14. März 2007 wurde Peter Stephan von der Kreisdelegiertenversammlung der CDU im Kreis Bergstraße zum Kandidaten der CDU für den Wahlkreis Bergstraße-Ost gewählt. Bei der Landtagswahl am 27. Januar 2008 gewann er den Wahlkreis 55 für die CDU und verteidigte ihn 2009. Stephan gewann bei der Landtagswahl in Hessen 2013 mit 45,7 % der Wahlkreisstimmen erneut das Direktmandat.
Im Hessischen Landtag gehörte Peter Stephan zunächst von 2008 bis 2009 dem Ausschuss für Wirtschaft und Verkehr und dem Petitionsausschuss an. Ferner war er von 2008 bis 2012 Mitglied im Haushaltsausschuss. 
Seit 2008 ist Peter Stephan Mitglied im Ausschuss für Umwelt, Energie, Landwirtschaft und Verbraucherschutz. 2009 wurde er zum umwelt- und energiepolitischen Sprecher der CDU-Fraktion gewählt.
Seit Anfang 2013 war Peter Stephan wieder Mitglied im Ausschuss für Wirtschaft und Verkehr.
Mitte Mai 2017 legte Stephan aus Altersgründen sein Mandat im  Hessischen Landtag nieder. Als Ersatzkandidatin rückte Birgit Heitland für ihn nach.